# گوشچ
گوشچ (به لاتین: Goszcz) یک روستا در لهستان است که در گمینا تواردوگورا واقع شده‌است. گوشچ ۹۴۰ نفر جمعیت دارد.